# Хабба
Хабба — мусульманская денежная и весовая единица, размер которой отличался в разные эпохи и в разных странах.

## Денежная единица
В качестве денежной единицы использовалась в раннем и позднем средневековьи. На территории современных Ирана и Ирака использовалась для указания цен в золотом и серебряном исчислении: 1 золотая хабба равнялась 1/60 мискаля или 1/3 кирата, то есть 0,0706 г. золота; 1 серебряная хабба составляла 1/48 дирхама или 1/3 кирата, то есть 0,062 г. серебра. В Аравии, Египте и Сирии 1 серебряная хабба составляла 1/60 дирхама, то есть 0,0494 г. В Магрибе величина хаббы равнялась 0,0787 г.

## Весовая единица
В качестве весовой единицы теоретически равнялась 1/100 мискаля, но на практике обычно составляла 1/96 мискаля. При этом её величина колебалась в разных мусульманских странах из-за того, что величина самого́ мискаля была различна — например, в Египте величина хаббы соответствовала 0,049 г. При этом различалось также количество хабб, составлявших один дирхам — иногда эта величина равнялась 48, иногда — 60. Согласно Аль-Макризи, в средневековом Египте 1 дирхам состоял из 60 хабб, то есть одна весовая хабба равнялась 0,0521 г. Мукаддаси, напротив, писал, что 1 весовой динар состоял из 84 хабб, то есть одна хабба равнялась 0,0504 г. Из-за таких разночтений в современной науке, если только нет необходимости говорить об особых монетных весах, принято рассматривать 1 средневековую хаббу примерно равной 0,05 г. В XIX веке в Египте хабба была равна 1/48 дирхама, то есть 0,064 г. В 1970-е годы там же размер хаббы был законодательно закреплён равной 0,065 г.